# اسرا گولر
اسرا گولر (انگلیسی: Esra Güler؛ زادهٔ ۲۲ نوامبر ۱۹۹۴) بازیکن فوتبال اهل ترکیه است.
وی همچنین در تیم ملی فوتبال Turkey U-21 بازی کرده‌است.